# Akira Nogami
Akira Nogami (野上 彰, Nogami Akira, nasceu em 13 de março de 1966, em Narashino, Chiba) é um lutador profissional japonês e ator, atualmente trabalha como Akira. onde ele tambem trabalha com um treinador.

## No wrestling
- Movimentos de finalização
  - Growing Up (STF revertido para pin)
  - Musasabi Press (Diving splash)
  - Old Boy (STF / combinação Abdominal stretch)
  - STF - Adoptou do Masahiro Chono
- Movimentos secundarios
  - Double underhook suplex
  - Dragon screw
  - Dragon suplex
  - Dropkick, as vezes de uma posição elevada
  - Enzuigiri
  - Figure four leglock
  - Leaping clothesline
  - Legend-Style Sunset (Sunset flip)
  - Moonsault
  - Suicide dive
- Nicknames
  - "Noga-chan"[3]
- Temas de entrada
  - "Rhapsody" por Chage and Aska (NJPW; 1988–1989)
  - "Burn/Hope" por Osamu Totsuka (NJPW; 1989–1992)
  - "Tokyo Road" por Bon Jovi (NJPW; 1991–1992)
  - "Scream" (NJPW; 1992–1998)
  - "1,000 Suns" (WCW; 1992)
  - "Silence Actor" (NJPW; 1999–2002)
  - "Break on Through (To the Other Side)" por The Doors (AJPW / NJPW; 2002–2010)
  - "Ukifune" by GO!GO!7188 (NJPW; 2010)
  - "Attero Dominatus" por Sabaton (SMASH/WNC, 2010–2012)
  - "Sick" por Scam Circle[4] (WNC/Wrestle-1, 2012 – presente)

### Lutadores que treionu
- Rionne Fujiwara[5]

## Campeonatos e prêmios
- New Japan Pro Wrestling
  - IWGP Junior Heavyweight Championship (1 vez)
  - IWGP Junior Heavyweight Tag Team Championship (1 vez) – com Jushin Thunder Liger
  - One Night Tag Team Tournament (1996) – com Michiyoshi Ohara[6]
- Wrestling New Classic
  - WNC Championship (1 vez)
  - Torneio do WNC Championship (2012)